# Lemonia vashlovani
Lemonia vashlovani is een vlinder uit de familie van de herfstspinners (Brahmaeidae). De wetenschappelijke naam van de soort is voor het eerst geldig gepubliceerd in 1980 door Didmanidze.